# Шахова олімпіада 2022
44-та шахова Олімпіада, організована FIDE і включала відкриті та жіночі турніри, а також кілька заходів, спрямованих на популяризацію гри в шахи. Офіційно місцем проведення було індійське місто Ченнаї, але шахові змагання проходили у місті Махабаліпурам, Індія, з 28 липня по 10 серпня 2022 року. Це перша шахова олімпіада, яка відбулась в Індії. Спочатку захід мав відбутися в Ханти-Мансійську разом із чемпіонатом світу з шахів 2019 року, але його перенесли до Москви й запланували на період з 5 по 17 серпня 2020 року. Однак, його було відкладено через зростання занепокоєння щодо пандемії COVID-19 і нарешті перенесено до Ченнаї після вторгнення Росії в Україну (2022). Оскільки на початку липня 2022 в Ченнаї спалахнула хвиля спеки, яка створила серйозні проблеми, особливо для європейських учасників, зокрема проблеми зі здоров'ям, захід перенесли до міста Махабаліпурам.
Загальна кількість учасників становила 1736, з них 937 у відкритому турнірі та 800 у жіночому турнірі. Кількість зареєстрованих команд становила 188 зі 186 країн у відкритому турнірі та 162 зі 160 країн у жіночому турнірі. Обидві секції встановили рекорди командної участі. Основним місцем проведення шахової олімпіади був конференц-центр готелю «Four Points by Sheraton», а церемонії відкриття та закриття відбулись на стадіоні імені Джавахарлала Неру. Головним арбітром змагань був міжнародний арбітр із Франції Лоран Фрейд.
Командам Росії та Білорусі заборонили виступати, а команда Китаю відмовилася через побоювання через коронавірус.

## Галерея

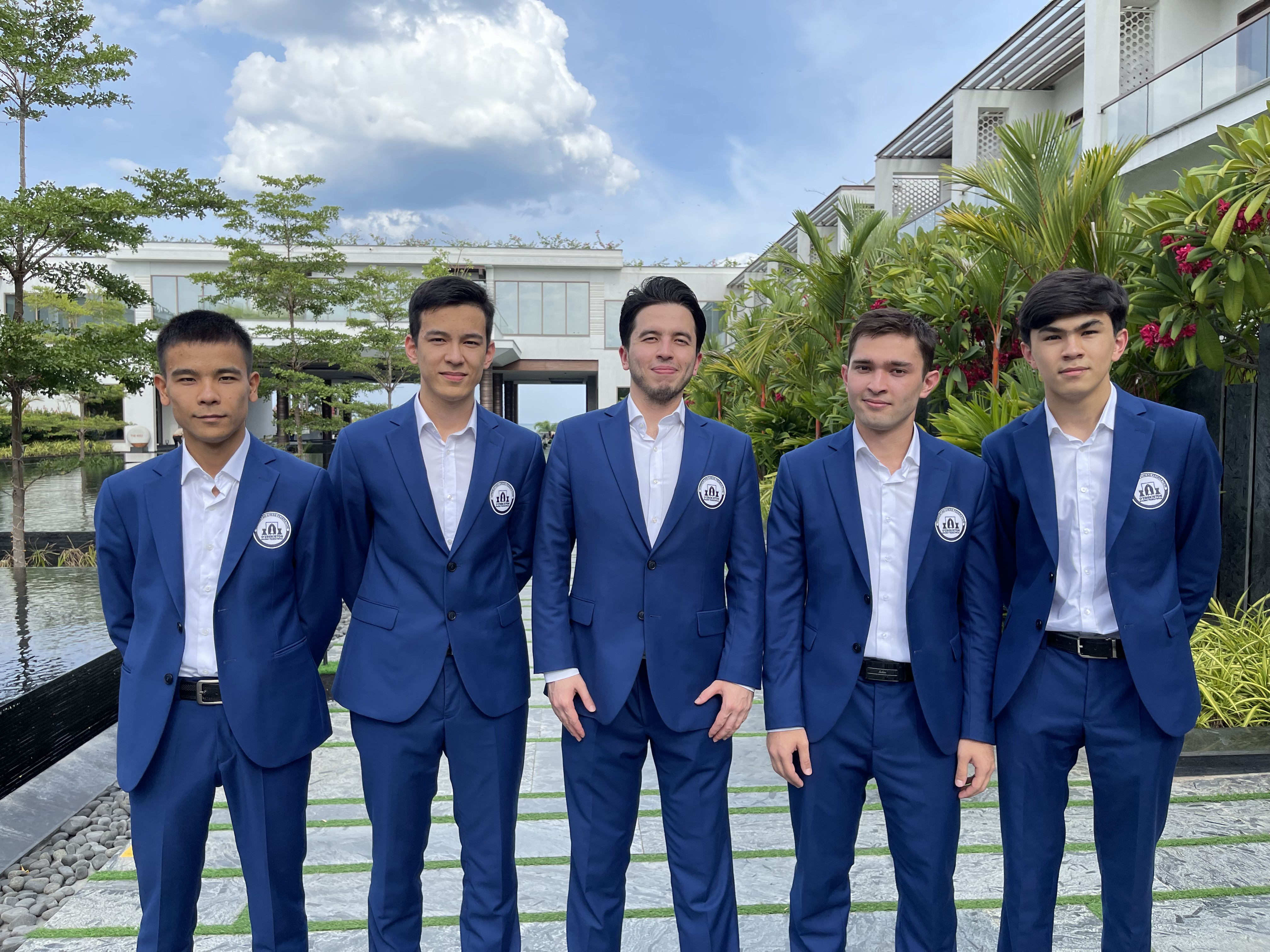
Переможний склад збірної Узбекистану